# Liste der Hauptstädte Serbiens
Die Liste der Hauptstädte Serbiens beinhaltet alle historischen und gegenwärtigen Hauptstädte Serbiens.
- Kragujevac, erste Hauptstadt nach dem Erlangen der serbischen Unabhängigkeit im Ersten und Zweitem Serbischen Aufstand, von 1818 bis 1841
- Niš, Hauptstadt Serbiens während des Ersten Weltkrieges, von 1915 bis 1918
- Belgrad, Hauptstadt des Königreichs Jugoslawien, von Serbien während des Zweiten Weltkriegs, der Sozialistischen Föderativen Republik Jugoslawien und deren Teilrepublik Sozialistische Republik Serbien, der Bundesrepublik Jugoslawien (1992–2003) sowie des sich anschließenden Serbien und Montenegros. Seit der Unabhängigkeit Montenegros 2006 ist Belgrad wieder allein Hauptstadt der Republik Serbien.